# Липовље
Липовље је насељено мјесто у Лици, припада граду Оточцу, Личко-сењска жупанија, Република Хрватска.

## Географија
Липовље је удаљено око 11 км југозападно од Оточца. Налази се између Швице и Кутерева.

## Култура

### Говор
Становници углавном говоре чакавским нарјечјем, као и остала насеља с претежито католичким становништвом Гацке долине.

## Становништво
Према попису из 1991. године, насеље Липовље је имало 307 становника. Према попису становништва из 2001. године, Липовље је имало 242 становника. Липовље је према попису становништва из 2011. године, имало 214 становника.
| Демографија | Демографија | Демографија |
| Година      | Становника  | Становника  |
| ----------- | ----------- | ----------- |
| 1971.       | 387         |             |
| 1981.       | 358         |             |
| 1991.       | 307         |             |
| 2001.       | 242         |             |
| 2011.       |             | 214         |

## Попис1991.
На попису становништва 1991. године, насељено место Липовље је имало 307 становника, следећег националног састава:
| Попис 1991.‍  | Попис 1991.‍  | Попис 1991.‍ | Попис 1991.‍ | Попис 1991.‍ |
| ------------ | ------------ | ----------- | ----------- | ----------- |
|              |              |             |             |             |
| Хрвати       | Хрвати       |             | 294         | 95,76%      |
| Срби         | Срби         |             | 4           | 1,30%       |
| неопредељени | неопредељени |             | 4           | 1,30%       |
| непознато    | непознато    |             | 5           | 1,62%       |
| укупно: 307  |              |             |             |             |